# Bobovo (Svilajnac)
Pour les articles homonymes, voir Bobovo.
Bobovo (en serbe cyrillique : Бобово, en roumain Bubua) est une localité de Serbie située dans la municipalité de Svilajnac, district de Pomoravlje. Au recensement de 2011, elle comptait 1 247 habitants.
Bobovo est officiellement classé parmi les villages de Serbie.

## Démographie

### Évolution historique de la population
| 1948  | 1953  | 1961  | 1971  | 1981  | 1991  | 2002  | 2011  |
| ----- | ----- | ----- | ----- | ----- | ----- | ----- | ----- |
| 2 570 | 2 604 | 2 543 | 2 502 | 2 379 | 2 265 | 1 349 | 1 247 |

|  |

La chute démographique de presque 50 % en 30 ans témoigne de l'exode rural massif principalement vers les pays de l'Europe occidentale amorcé dans les années 1970. La France (Île-de-France), la Suisse (Riviera vaudoise, Lucerne, Berne, Zurich, Bâle), et l'Allemagne (Bade-Wurtemberg) et en moindre partie l'Autriche, ayant besoin d'une main-d'œuvre étrangère, ont drainé une grande partie de la population.

### Répartition de la population par nationalités (2002)
La population est en fait majoritairement aroumaine (valaque). Une grande partie d'entre elle se déclare néanmoins serbe. La population aroumaine est très bien intégrée et parle souvent mieux le serbe que l'aroumain.